# Liste der Automatenmarkt-Chartsongs (1956)
Die Liste der Automatenmarkt-Chartsongs (1956) ist eine vollständige Liste der Chartsongs, die sich im Kalenderjahr 1956 in der Zeitschrift Automatenmarkt in der Bundesrepublik platzieren konnten. Die Automatenmarkt-Charts entsprechen den US-amerikanischen Jukebox-Charts, die Billboard im Zeitraum von 1944 bis 1957 neben den Best Selling-Verkaufscharts und den Disc Jockey-Charts erhob, bevor diese im August 1958 zu einer einheitlichen Single-Chartliste zusammengeführt wurden. Ab Juli 1959 wurden die Automatenmarkt-Charts durch die Erhebungen der neu herausgegebenen Fachzeitschrift Musikmarkt abgelöst, die im Gegensatz zu ihrem Vorgänger auch Daten zum Tonträger- und Notenverkauf sowie zum Airplay-Einsatz in der Tabellenberechnung berücksichtigte.

## Probleme mit der Quellenlage
Die Berechnungen der monatlichen Charts unterliegen Ungenauigkeiten, die damit zusammenhängen, dass jede Monatsliste aus den vorhandenen Daten der einzelnen Bundesländer zu einem Gesamtergebnis kombiniert wurde. Da nicht jedes Bundesland im Zeitraum von 1954 bis 1959 durchgehend Jukebox-Daten zur Verfügung stellte, mussten die Listen aus den jeweils verfügbaren Länderdaten erstellt werden, was in der Folge zu auffälligen Chartverläufen bestimmter Songs führte.
Nicht abschließend geklärt ist die Frage, ob die Erhebung als Top 30, wie sie beispielsweise das Fachportal Chartssurfer präferiert fachlich korrekt interpretiert ist, da der Automaten-Markt in seinen Printausgaben lediglich die ersten zehn Plätze als Rangfolge angibt und als Anhang eine Aufzählung von jeweils zwanzig Songs präsentiert, die im jeweiligen Monatszeitraum signifikant im Jukebox-Bereich gespielt wurden. Erschwerend kommt hinzu, dass bei den beigefügten Songs nur das verantwortliche Label genannt wird, nicht jedoch der Interpret und die Labelnummer.

## Statistik

### Jahresanteil nach Labeln
| Label      | Anzahl Titel | Interpreten |
| ---------- | ------------ | --- |
| Brunswick  | 1            | Bill Haley |
| Capitol    | 1            | Jack Fascinato, Tennessee Ernie Ford |
| Coral      | 1            | George Cates |
| Decca      | 9            | Lys Assia, Hans Carste, Will Glahé, Golgowsky-Quartett. Geschwister Hofmann, Rudi Knabl, das Kölner Tant- & Unterhaltungsorchester, Adalbert Luczkowski, Fernando Paggi, Orchester Radiosa Lugano, Béla Sanders, das Sunshine-Quartett, die Telestars, Vico Torriani                                                                                       |
| Electrola  | 5            | Herbert Beckh, Ralf Bendix, Hans Carste, Das Hansen-Quartett, Das Kölner Tanz- & Unterhaltungsorchester, Adalbert Luczkowski |
| Heliodor   | 1            | Tom Miller & die Rosarios, Werner Scharfenberger |
| London     | 1            | Pat Boone |
| Odeon      | 1            | Das Rodgers-Gesangs-Duett |
| Philips    | 2            | Louis Armstrong, Willy Berking, Willy Hagara, Turk Murphy |
| Polydor    | 19           | Peter Alexander, Alice Babs, Club Indonesia, Club Italia, die Domonos, Kurt Edelhagen, Margot Eskens, Freddy, Horst Hoffmann, das Kölner Tanz- & Unterhaltungsorchester, Adalbert Luczkowski, das Monaco Ball-Orchester, Werner Müller, das Musikanten-Quartett, das RIAS-Tanzorchester, die Sieben Raben, Caterina Valente, Horst Wende, Gerhard Wendland |
| Telefunken | 2            | Rudi Bohn, Gitta Lind, Die Peheiros, Willi Stanke |

### Deutschsprachige Titel
| Anteil deutschsprachiger Titel | Gesamtzahl Titel | Prozentwert |
| ------------------------------ | ---------------- | ----------- |
| 38                             | 43               | 88,4        |

## Ersteinstiege
Januar

1 Bill Haley & his Comets - Rock Around the Clock (aus dem MGM-Film "Die Saat der Gewalt")

10 Caterina Valente mit dem Orchester Kurt Edelhagen - Bim-bam-bim-bam-Bina (omi omei - Signore) (aus dem Gloria-Film "Liebe, Tanz und 1000 Schlager")

Februar

5 Geschwister Hofmann & das Golgowsky-Quartett mit Will Glahé & seinem Orchester - Seemann, wo ist deine Heimat

6 Vico Torriani mit Hans Carste & seinem großen Tanzstreichorchester & Chor - Domani

7 Fred Bertelmann & das Hansen-Quartett mit Hans Carste & seinem Orchester - Tina Marie

10 Tennessee Ernie Ford with Jack Fascinato & his Orchestra - Sixteen Tons

März

2 Club Indonesia (Caterina Valente & Silvio Francesco) - Steig in das Traumboot der Liebe (langsamer Walzer aus dem Greven-Prisma-Film "Bonjour, Kathrin")

10 Gerhard Wendland mit Adalbert Luczkowski & seinem Orchester - Bei uns in Laramie (The Man from Laramie)

April

3 Club Italia (Caterina Valente & Silvio Francesco) - Wie wär's (Tango-Serenade aus dem Greven-Prisma-Film "Bonjour, Kathrin")

5 Willy Hagara mit Willy Berking & seinem Orchester - Eine Kutsche voller Mädels

6 Lys Assia mit Adalbert Luczkowski & seinem Orchester & Chor - Gelbe Rose dort in Texas

9 Margot Eskens mit Werner Müller & dem RIAS-Tanzorchester - Tiritomba (Mandolinen und Gitarren)

10 Das Musikanten-Quartett mit Adalbert Luczkowski & seinem Orchester & Chor - Rosa-Rosa-Nina

Mai

4 Freddy (Freddy Quinn) mit Horst Wende & seinen Tanz-Solisten - Heimweh (dort, wo die Blumen blüh'n) (Memories Are Made of This)

9 Ralf Bendix mit Herbert Beckh & seinem Tanzorchester - Sie hieß Mary-Ann (Sixteen Tons)

10 Fred Bertelmann & das Hansen-Quartett mit Hans Carste & seinem Orchester - In Hamburg sind die Nächte lang (Blues aus dem gleichnamigen Kronen-Film)

Juni

4 Louis Armstrong & his All-Stars, arranged by Turk Murphy - Mack the Knife (Mackie Messer) aus "Die Dreigroschenoper"

10 Ralf Bendix & das Hansen-Quartett mit Herbert Beckh & seinem Tanzorchester - Minne-Minne HaHa

Juli

7 Club Indonesia (Caterina Valente & Silvio Francesco) - Die goldenen Spangen (wenn der Tag kommt)

8 Die Peheiros mit Rudi Bohn & seinem Orchester - Wasser ist zum Waschen da

10 Lys Assia mit Béla Sanders & seinem Orchester & Chor - Wenn der Pierre tanzt mit Madeleine

August

6 Freddy (Freddy Quinn) & die Dominos mit Horst Wende & seinen Tanz-Solisten - Rosalie

8 Geschwister Hofmann mit Rudi Knabl & seinem Orchester - Das Alphorn

September

3 Die sieben Raben - Nur ein Zigeuner hat soviel Sehnsucht nach den Sternen

7 Die sieben Raben - Oklahoma-Tom

Oktober

5 Tom Miller & die Rosarios (Zehn Whiskys und ein Soda) - Thomas Rock aus Alabama

6 Ralf Bendix mit Adalbert Luczkowski & dem Kölner Tanz- & Unterhaltungsorchester - Hotel zur Einsamkeit (Heartbreak Hotel)

9 Alice Babs mit Werner Müller & dem RIAS-Tanzorchester - Chocolata

November

6 Gitta Lind & die Telestars mit Willi Stanke & seinem großen Tanz-Orchester - Weißer Holunder

7 Peter Alexander mit Adalbert Luczkowski & seinem Orchester, Arrangement: Horst Hoffmann - Auf der Piazza von Milano

8 George Cates & his Orchestra & Chorus - Whatever Will Be, Will Be (Que sera, sera) (From Paramount Picture "The Man Who Knew Too Much")

9 Peter Alexander mit Kurt Edelhagen & seinem Orchester - Ich weiß, was dir fehlt (aus dem Film "Musikparade 1956")

Dezember

6 Das Rodgers-Gesangs-Duett (das Rodgers-Duo) mit Instrumentalbegleitung - Sei zufrieden

10 Pat Boone with Orchestral Accompaniment - Tutti Frutti

## Tabelle (Singles)
| Interpret | Titel Autor(en) | Charteinstieg | Monate | HP | Labelnummer                                | Bemerkungen |
| --- | --- | ------------- | ------ | -- | ------------------------------------------ | --- |
| Peter Alexander mit Adalbert Luczkowski & dem Kölner Tanz- & Unterhaltungsorchester                              | Das süße Mädi Sid Tepper, Roy C. Bennett, Kurt Feltz                                                                                   | 01.09.1955    | 1      | 9  | Polydor 50 050 / Polydor 23 050            | B-Seite zu Der Mond hält seine Wacht; deutschsprachige Version des Popspngs The Naughty Lady of Shady Lane. Der komödiantische Text beschreibt ein "freches Mädchen", das mit seiner Ankunft einen beschaulichen Wohnort ins Chaos stürzt, und führt den Hörer auf das Glatteis, indem er mit der letzten Zeile auflöst, dass das Mädchen gerade erst neun Tage (in Peter Alexanders Version ein halbes Jahr) alt ist. The Naughty Lady of Shady Lane konnte sich mit mehreren Versionen in den UK- und US-Billboardcharts platzieren, wobei die Umsetzung der Ames Brothers mit Platz 3 bei insgesamt fünfzehn Wochen Platzierung den größten Erfolg feierte. |
| Peter Alexander mit Adalbert Luczkowski & dem Kölner Tanz- & Unterhaltungsorchester                              | Der Mond hält seine Wacht Piro Jerez, Kurt Feltz                                                                                       | 01.11.1955    | 1      | 8  | Polydor 50 050 / Polydor 23 050            | Deutschsprachige Umsetzung eines chilenischen Walzerliedes mit dem Titel Aya-tchiba. |
| Peter Alexander mit Adalbert Luczkowski & dem Kölner Tanz- & Unterhaltungsorchester, Arrangement: Horst Hoffmann | Auf der Piazza von Milano Angelo Giacomazzi, Clyde Hamilton, Kurt Feltz                                                                | 01.11.1956    | 1      | 7  | Polydor 50 301 / Polydor 23 301            | Deutschsprachige Version des Instrumentalstücks The Italian Theme aus der Feder des britischen Bandleaders Cyril Stapleton (1914-1974), das wiederum auf einem Werk des italienischen Komponisten Angelo Giacomazzi (1907-1977) basiert. |
| Peter Alexander mit Kurt Edelhagen & seinem Orchester                                                            | Ich weiß, was dir fehlt (aus dem Film "Musikparade 1956") Heino Gaze, Heinz Gietz, Kurt Feltz                                          | 01.11.1956    | 2      | 2  | Polydor 50 299 / Polydor 23 299            | Originalversion aus der Schlagerkomödie Musikparade (1956) von Géza von Cziffra. |
| Louis Armstrong & his All-Stars, arranged by Turk Murphy                                                         | Mack The Knife (Mackie Messer) aus "Die Dreigroschenoper" Kurt Weill, Bertolt Brecht, Marc Blitzstein                                  | 01.06.1956    | 3      | 4  | Philips 321 776 BF                         | Englischsprachige Jazzversion des Hits Die Moritat von Mackie Messer aus dem Musiktheaterstück Die Dreigroschenoper von Kurt Weill und Bertolt Brecht, das 1928 seine Premiere in Berlin feierte. Auf Bestreben von Leonard Bernstein fand Die Dreigroschenoper 1952 ihren Weg in die Vereinigten Staaten, wo sie unter dem Titel Three Penny Opera, von September 1955 bis Dezember 1961 in 2611 Aufführungen am Broadway lief. Kurt Weills Witwe Lotte Lenya gewann den Tony Award 1956 als beste Nebendarstellerin in einem Musical. |
| Lys Assia mit Adalbert Luczkowski & seinem Orchester & Chor                                                      | Gelbe Rose dort in Texas Folk Traditional, Siegfried Ulbrich, Lil Pary                                                                 | 01.04.1955    | 1      | 6  | Decca F 46 159 / Decca D 18 159            | Deutschsprachige Version des US-Folksongs The Yellow Rose of Texas, der in der Marschumsetzung von Mitch Miller 1955 zu einer der erfolgreichsten Produktionen des Jahres 1955 aufstieg, sich insgesamt sechs Wochen auf dem ersten Platz der Billboard Best Selling Charts hielt und in der Liste der meistverkauften Singles in den USA (1955) auf Platz 3 kam. The Yellow Rose of Texas basiert auf einem Traditional, das erstmals 1853 in einem hiesigen Songbook herausgegeben wurde. Der Komponist ist bis heute nicht zweifelfrei identifiziert, wird aber allgemein mit dem Herausgeber Edwin Pearce Christy (1815-1862) gleichgesetzt.               |
| Lys Assia mit Béla Sanders & seinem Orchester & Chor                                                             | Wenn der Pierre tanzt mit Madeleine Furio Rendine, Gigi Pisano, Glando                                                                 | 01.07.1956    | 1      | 10 | Decca F 46 206 / Decca D 18 206            | Deutschsprachige Version des italienischen Originalsongs La pansé, der 1954 von Renato Carosone aufgenommen wurde. |
| Lys Assia mit Fernando Paggi & dem Orchester Radiosa Lugano & Quintett                                           | Arrivederci, Roma Renato Rascel, Fernand Bonifay, Roger Berthier                                                                       | 01.12.1955    | 5      | 1  | Decca F 46 265 / Decca D 18 265            | Deutschsprachige Version des italienischen Originals aus der Feder von Renato Rascel (1955). Der Song wurde 1957 Teil des Soundtracks für die gleichnamige italienisch--US-amerikanische Co-Produktion Arrivederci Roma (1957) von Roy Rowland und wurde von Hauptdarsteller Mario Lanza präsentiert. |
| Alice Babs mit Werner Müller & dem RIAS-Tanzorchester                                                            | Chocolata Vic Mizzy, Hans Bradtke | 01.10.1956    | 1      | 9  | Polydor 50 295 / Polydor 23 295            | Deutschsprachige Version des US-Originals Hotta Chocolatta, das primär durch die Interpretation von Ella Fitzgerald bekannt geworden ist. |
| Ralf Bendix mit Adalbert Luczkowski & dem Kölner Tanz- & Unterhaltungsorchester                                  | Hotel zur Einsamkeit (Heartbreak Hotel) Mae Boren Axton, Tommy Durden, Elvis Presley, Hans Bradtke                                     | 01.10.1956    | 2      | 6  | Electrola EG 8609 / Electrola 7 MW 17-8609 | Deutschsprachige Version des US-Originals Heartbreak Hotel von Elvis Presley. |
| Ralf Bendix mit Herbert Beckh & seinem Tanzorchester                                                             | Minne-Minne HaHa Peter Moesser | 01.06.1956    | 1      | 10 | Electrola EG 8579 / Electrola 7 MW 17-8579 | B-Seite von Sie hieß Mary-Ann. |
| Ralf Bendix mit Herbert Beckh & seinem Tanzorchester                                                             | Sie hieß Mary-Ann (Sixteen Tons) Merle Travis, Peter Moesser                                                                           | 01.06.1956    | 5      | 5  | Electrola EG 8579 / Electrola 7 MW 17-8579 | Deutschsprachige Version des US-Originals Sixteen Tons von Tennessee Ernie Ford. Der deutsche Text hat keinen Bezug zum ursprünglichen sozialkritischen Charakter und beschreibt das Leben eines Seemannes, der von seinen Anfängen als Schiffsjunge bis hin zur Kapitänsbeförderung mit seinem Schiff Mary-Ann in unzerbrechlicher Liebe verbunden ist und schließlich bei einem Orkan gemeinsam mit ihr untergeht. |
| Fred Bertelmann & das Hansen-Quartett mit Hans Carste & seinem Orchester                                         | In Hamburg sind die Nächte lang (Blues aus dem gleichnamigen Kronen-Film) Karl Bette, Claus Ritter, Hans Bradtke                       | 01.05.1956    | 1      | 10 | Electrola EG 8546 / Electrola 7 MW 17-8546 | Originalversion aus dem Kriminalfilm In Hamburg sind die Nächte lang (1955) von Max Michel nach dem Roman von Peter Francke. Zu dem Mitgliedern des Hamburger Schlagerensembles Hansen-Quartett gehörten u. a. Joe Menke, der ab den späten 1970ern als Produzent von Truck Stop tätig war, und Hans Blum, der Mitte der 1970er unter seinem Pseudonym Henry Valentino auftrat und 1977 mit Im Wagen vor mir einen vielfach gecoverten Kultschlager schuf. |
| Fred Bertelmann & das Hansen-Quartett mit Hans Carste & seinem Orchester                                         | Tina Marie Bob Merrill, Hans Bradtke                                                                                                   | 01.02.1956    | 2      | 4  | Electrola EG 8546 / Electrola 7 MW 17-8546 | B-Seite von In Hamburg sind die Nächte lang. Deutschsprachige Version des gleichnamigen US-Originals von Perry Como, das sich 1955 vierzehn Wochen in den Billbaord Best Selling Charts platzierte und bis auf Platz 6 stieg. |
| Pat Boone with Orchestral Accompaniment                                                                          | Tutti Frutti Dorothy La Bostrie, Richard Penniman                                                                                      | 01.12.1956    | 1      | 10 | London L 20 036 / London DL 20 036         | Popversion des 1955 produzierten Rock ’n’ Roll-Klassikers aus der Feder von Little Richard. Einige potentiell zweideutige Textpassagen wurden für das Zielpublikum entschärft, so dass Pat Boone statt She rocks to the east, she rocks to the west unverfänglich I went to the east, I went to the west singt. Boone's Umsetzung hielt sich neun Wochen in den Billboard Best Selling Charts und stieg bis auf Platz 6. |
| George Cates & his Orchestra & Chorus                                                                            | Whatever Will Be, Will Be (Que sera, sera) (from Paramount Picture "The Man Who Knew Too Much") Ray Evans, Jay Livingston              | 01.11.1956    | 2      | 8  | Coral 93 092                               | |
| Club Indonesia                                                                                                   | Die goldenen Spangen (wenn der Tag kommt) Kim Gannon, Kurt Feltz                                                                       | 01.07.1956    | 3      | 6  | Polydor 50 226 / Polydor 23 226            | Deutschsprachige Version des US-Originals Croce di Oro von Patti Page. Der Club Indonesia war eines von verschiedenen Pseudonymen, unter denen Caterina Valente und Silvio Francesco in den 1950er und 1960er Jahren auftraten. |
| Club Indonesia                                                                                                   | Steig in das Traumboot der Liebe (langsamer Walzer aus dem Greven-Prisma-Film "Bonjour, Kathrin") Heinz Gietz, Kurt Feltz              | 01.03.1956    | 6      | 1  | Polydor 50 146 / Polydor 23 146            | Originalversion aus dem Revuefilm Bonjour, Kathrin (1956) von Karl Anton. |
| Club Italia | Wie wär's (Tango-Serenade aus dem Greven-Prisma-Film "Bonjour, Kathrin") Heinz Gietz, Kurt Feltz                                       | 01.04.1956    | 3      | 2  | Polydor 50 146 / Polydor 23 146            | B-Seite von Steig in das Traumboot der Liebe, Originalversion aus dem Revuefilm Bonjour, Kathrin. |
| Margot Eskens mit Werner Müller & dem RIAS-Tanzorchester                                                         | Tiritomba (Mandolinen und Gitarren) Hannes Braun, Ludwig Henze, Peter Göhler                                                           | 01.04.1956    | 5      | 6  | Polydor 50 139 / Polydor 23 139            | |
| Tennessee Ernie Ford with Jack Fascinato & his Orchestra                                                         | Sixteen Tons Merle Travis | 01.02.1956    | 1      | 10 | Capitol 3262 / Capitol F-3262              | |
| Freddy mit Horst Wende & seinen Tanz-Solisten                                                                    | Heimweh (dort, wo die Blumen blüh'n) (Memories Are Made of This) Terry Gilkyson, Richard Dehr, Frank Miller, Dieter Rasch, Ernst Bader | 01.05.1956    | 8      | 1  | Polydor 50 181 / Polydor 23 181            | Deutschsprachige Version des 1955 komponierten Nostalgie-Songs Memories Are Made of This, der in der Version von Dean Martin sowohl in Großbritannien als auch in den Vereinigten Staaten die Chartspitze erreichte. Die Fassung von Freddy hielt sich insgesamt fünf Monate auf Platz 1 der Automaten-Charts, stieg zum erfolgreichsten Hit des Jahres 1956 auf und hält bis heute gemeinsam mit Ganz Paris träumt von der Liebe, Cindy, oh Cindy, und Komet mit jeweils 21 Wochen den Rekord für die längste ununterbrochene Verweildauer an der Spitze der deutschen Single-Charts.                                                                         |
| Freddy & die Dominos mit Horst Wende & seinen Tanz-Solisten                                                      | Rosalie Hans Henderlein, Günter Lex, Horst Wende                                                                                       | 01.08.1956    | 5      | 2  | Polydor 50 223 / Polydor 23 223            | Hinter den Pesudonymen Hans Henderlein und Günter Lex stehen die Komponisten Lotar Olias und Peter Moesser. |
| Willy Hagara mit Willy Berking & seinem Orchester                                                                | Eine Kutsche voller Mädels Willy Berking, Just Scheu                                                                                   | 01.04.1956    | 1      | 5  | Philips P 44 769 H / Philips 344 769 PF    | |
| Bill Haley & his Comets                                                                                          | Rock Around The Clock (aus dem MGM-Film "Die Saat der Gewalt") Jimmy De Knight, Max C. Freedman                                        | 01.01.1956    | 5      | 1  | Brunswick 82 827 / Brunswick 12 031        | Originalversion aus der MGM-Produktion Die Saat der Gewalt (1956) von Richard Brooks nach der gleichnamigen Romanvorlage, die Ed McBain 1954 unter seinem Künstlernamen Evan Hunter veröffentlichte. |
| Geschwister Hofmann mit Rudi Knabl & seinem Orchester                                                            | Das Alphorn Willi Carsten | 01.08.1956    | 3      | 5  | Decca F 46 162 / Decca D 18 162            | |
| Geschwister Hofmann & das Golgowsky-Quartett mit Will Glahé & seinem Orchester                                   | Seemann, wo ist deine Heimat Karl Götz, Heinz Schumacher                                                                               | 01.08.1956    | 8      | 2  | Decca F 46 070 / Decca D 18 070            | |
| Gitta Lind & die Telestars mit Willi Stanke & seinem großen Tanz-Orchester                                       | Weißer Holunder Theo Möhrens, Eddy Ernst                                                                                               | 01.11.1956    | 2      | 4  | Telefunken A 11 835 / Telefunken U 45 835  | |
| Tom Miller & die Rosarios, Arrangement: Werner Scharfenberger                                                    | Thomas Rock aus Alabama Mary M. Hadler, Kurt Feltz                                                                                     | 01.10.1956    | 3      | 4  | Heliodor 78 0003 / Heliodor 45 0007        | Deutschsprachige Version des Countrysongs The Shifting Whispering Sands. Tom Miller & die Rosarios ist eines der genutzten Pseudonyme der Schlagerband Zehn Whiskys und ein Soda. |
| Das Musikanten-Quartett mit Adalbert Luczkowski & seinem Orchester & Chor                                        | Rosa-Rosa-Nina Werner Scharfenberger, Kurt Feltz                                                                                       | 01.04.1956    | 6      | 2  | Polydor 50 109 / Polydor 23 109            | Das Musikanten-Quartett zählt zu den Pseudonymen von Zehn Whiskys und ein Soda. |
| Die Peheiros mit Rudi Bohn & seinem Orchester                                                                    | Wasser ist zum Waschen da Hans Hee | 01.07.1956    | 3      | 8  | Telefunken A 11 808 / Telefunken U 45 808  | Der Name des aus Bremen stammenden Schlagertrios setzte sich aus den Vornamen der Bandmitglieder Peter Schulz, Heinz Meyer und Rolf Iglée zusammen. |
| Das Rodgers-Gesangs-Duett mit Instrumentalbegleitung                                                             | Sei zufrieden Georges Boulanger | 01.12.1956    | 1      | 6  | Odeon O-28 109 / Odeon 37-28 109           | Die Melodie wurde dem 1949 komponierten Instrumentalstück Soyez contents des rumänischen Violinisten Georges Boulanger (1893-1958) entnommen. |
| Die Sieben Raben                                                                                                 | Oklahoma-Tom Robert Schauberg, Jonny Bartels                                                                                           | 01.09.1956    | 4      | 2  | Polydor 50 273 / Polydor 23 373            | B-Seite von Smoky. |
| Die Sieben Raben                                                                                                 | Smoky Heinz Gietz, Kurt Feltz | 01.09.1956    | 4      | 1  | Polydor 50 273 / Polydor 23 373            | Die Sieben Raben waren ein Vokalquartett, das sich aus laufenden und ehemaligen Mitgliedern des Comedien-Quartetts zusammensetzte, welches unter dem Namen Zehn Whiskys und ein Soda im März 1954 mit Wir, wir, wir haben ein Klavier den ersten offiziellen Nr.1-Singlehit der deutschen Chartgeschichte verbuchen konnte. |
| Vico Torriani & mit Hans Carste & seinem Tanzstreichorchester                                                    | Domani Ulpio Minucci, Tony Velona, Charly Niessen, Hans Bradtke                                                                        | 01.02.1956    | 4      | 6  | Decca F 46 157 / Decca D 18 157            | Deutschsprachige Version des gleichnamigen Songs, der aus der Feder des italoamerikanischen Komponisten Ulpio Minucci stammt. Die Melodie wurde dem Intermezzo der Operette Die vier Grobiane (1906) von Ermanno Wolf-Ferrari (1876-1948) entlehnt. |
| Vico Torriani & das Sunshine-Quartett mit Hans Carste & seinem Tanzstreichorchester                              | In der Schweiz Hans Carste | 01.05.1955    | 1      | 3  | Decca F 46 063 / Decca D 18 063            | |
| Vico Torriani & das Sunshine-Quartett mit Hans Carste & seinem Tanzstreichorchester                              | Zwei Spuren im Schnee Gerhard Winkler, Fred Rauch                                                                                      | 01.05.1955    | 1      | 8  | Decca F 46 063 / Decca D 18 063            | B-Seite von In der Schweiz. |
| Vico Torriani & die Telestars mit Adalbert Luczkowski & dem Kölner Tanz- & Unterhaltungsorchester                | Grüß mir die Damen (Ragtime aus dem Film "Ein Herz voll Musik") Heino Gaze, Bruno Balz                                                 | 01.09.1955    | 3      | 3  | Decca F 46 046 / Decca D 18 046            | Originalversion aus der Schlagerkomödie Ein Herz voll Musik (1955) von Robert Adolf Stemmle. |
| Caterina Valente mit dem Monaco Ball-Orchester                                                                   | Bonjour, Kathrin (Lied und langsamer Foxtrott aus dem Greven-Prisma-Film "Bonjour, Kathrin") Heinz Gietz, Kurt Feltz                   | 01.12.1955    | 1      | 4  | Polydor 50 115 / Polydor 23 115            | Originalversion aus dem Revuefilm Bonjour, Kathrin (1956) von Karl Anton. Hinter dem Monaco Ball-Orchester verbirgt sich Kurt Edelhagen. |
| Caterina Valente mit dem Orchester Kurt Edelhagen                                                                | Bim-bam-bim-bam-Bina (omi omei - signore) (aus dem CCC-Gloria-Film "Liebe, Tanz und 1000 Schlager") Heinz Gietz, Kurt Feltz            | 01.01.1956    | 2      | 9  | Polydor 50 077 / Polydor 23 077            | Originalversion aus dem Schlagerkomödie Liebe, Tanz und 1000 Schlager. |
| Caterina Valente & Peter Alexander mit dem Orchester Kurt Edelhagen                                              | Eventuell (aus dem CCC-Gloria-Film "Liebe, Tanz und 1000 Schlager") Heinz Gietz, Kurt Feltz                                            | 01.12.1955    | 1      | 5  | Polydor 50 061 / Polydor 23 061            | Originalversion aus dem Schlagerkomödie Liebe, Tanz und 1000 Schlager (1955) von Paul Martin. In der Filmhandlung spielen Caterina Valente und Peter Alexander sich selbst und parodieren in einer semi-fiktionalen Handlung ihre Anfänge im Schlagerbusiness. |
| Caterina Valente & Peter Alexander mit dem Orchester Kurt Edelhagen                                              | Sing, Baby, sing (aus dem CCC-Gloria-Film "Liebe, Tanz und 1000 Schlager") Heinz Gietz, Kurt Feltz                                     | 01.11.1955    | 2      | 10 | Polydor 50 061 / Polydor 23 061            | B-Seite von Eventuell; Originalversion aus dem Schlagerkomödie Liebe, Tanz und 1000 Schlager. |
| Gerhard Wendland mit Adalbert Luczkowski & seinem Orchester                                                      | Bei uns in Laramie (The Man from Laramie) Lester Lee, Willy Dehmel                                                                     | 01.03.1956    | 3      | 7  | Polydor 50 105 / Polydor 23 105            | Deutschsprachige Version des Titelsongs The Man from Laramie aus dem Western Der Mann aus Laramie (1955) von Anthony Mann. Die im Vereinigten Königreich aufgenommene Version von Jimmy Young hielt sich im September/Oktober 1955 für insgesamt vier Wochen an der Spitze der britischen Single-Charts. |

### Weitere Songs
In diesem Abschnitt werden die Songs aufgelistet, die in den Automatenmarkt-Ausgaben von Januar bis Dezember 1956 ohne offizielle Chartplatzierungen in den monatlichen Tabellen aufgeführt waren.
- Die 3 Travellers - 08/15-Cocktail (Not on Label HS 71 418)
- Peter Alexander & Peterli Hinnen (Peter Hinnen) mit dem Orchester Kurt Edelhagen - Mamma-Di-Mandolin (das ist Italia) (aus dem Film "Musikparade 1956") (Polydor 50 301 / Polydor 23 301)
- Lys Assia, die Sunshines (das Sunshine-Quartett) & die Toledos mit Günter Fuhlisch & seinem großen Tanzorchester - Monsieur Taxi-Chauffeur (Decca F 46 069 / Decca D 18 069)
- Lys Assia, die Sunshines (das Sunshine-Quartett) & die Toledos mit Günter Fuhlisch & seinem großen Tanzorchester - Nachts in Paris (The Girl Without a Name) (Decca F 46 069 / Decca D 18 069)
- Mona Baptiste mit Werner Müller & dem RIAS-Tanzorchester - O Jackie-Joe (Polydor 50 102 / Polydor 23 102)
- Les Baxter & his Orchestra & Chorus - The Poor People of Paris (La goualante de pauvre Jean) (Capitol C 3333 / Capitol CF 3336)
- Herbert Beckh & das Tanzorchester des Bayerischen Rundfunks - Oma tanzt Samba 1. Teil (Odeon O-28 744)
- Jörg Maria Berg mit Erwin Halletz & dem Österreichischen Rundfunk-Tanzorchester - Zwei weiße Möven (Lolita) (Polydor 50 049 / Polydor 23 049)
- Erni Bieler & die Music-Boys mit dem Orchester Carl de Groof - Die Wäscherinnen von Portugal (les lavandieres du Portugal) (Polydor 50 204 / Polydor 23 204)
- Erni Bieler & die Music-Boys mit Erwin Halletz & dem Österreichischen Rundfunk-Tanzorchester - Weiße Rosen und Korallen (Polydor 50 101 / Polydor 23 101)
- Pat Boone with Orchestral Accompaniment - I'll be Home (London L 20 036 / London DL 20 036)
- Bully Buhlan mit Werner Müller & dem RIAS-Tanzorchester - Ich hab' dir aus Ägypten einen Kaktus mitgebracht (Swing-Foxtrot aus dem Real-Europa-Film "Ich und meine Schwiegersöhne") (Polydor 50 210 / Polydor 23 210)
- Lou Busch & his Orchestra - Zambezi (Capitol C 3272 / Capitol CF 3272)
- Fausto Campi & die Leonardos (Werner Müller & das RIAS-Tanzorchester) - In Peru sind die Mädchen gefährlich (Polydor 50 124 / Polydor 23 124)
- Club Argentina (Caterina Valente & Silvio Francesco) - O Billy Boy (Polydor 50 287 / Polydor 23 287)
- Club Indonesia (Caterina Valente & Silvio Francesco) - Ukulele, du musst weinen (Polydor 50 226 / Polydor 23 226)
- Eddie Constantine & die Penny-Pipers mit Adalbert Luczkowski & dem Kölner Tanz- & Unterhaltungsorchester - Schenk deiner Frau (doch hin und wieder rote Rosen) (Electrola EG 8172 / Electrola 7 MW 632)
- Angèle Durand & der Bernd Hansen-Chor mit Adalbert Luczkowski & seinem Orchester - So ist Paris (Paris Canaille) (Marschfox aus dem Deutsche London-Film "Oh-la-la Cherie") (Electrola EG 8617 / Electrola 7 MW 17-8617)
- Angèle Durand & das Hansen-Quartett mit Adalbert Luczkowski & seinem Orchester - Mama Nicolini (Electrola EG 8597 / Electrola 7 MW 17-8597)
- Margot Eskens mit Horst Wende & seinen Tanz-Solisten - Ich möcht' heut' ausgehn (Polydor 50 015 / Polydor 23 015)
- Die Geschwister Fahrnberger mit Max Greger & seinem Enzian-Sextett - Das Echo vom Königssee (Polydor 50 214 / Polydor 23 214)
- Renée Franke mit Bob Parker (Bert Kaempfert) & seinem Orchester - Die Mädchen aus der Normandie (Polydor 50 016 / Polydor 23 016)
- Silvio Francesco mit Fausto Campi & den Leonardos (Werner Müller & das RIAS-Tanzorchester) - He Mister Banjo (Polydor 50 043 / Polydor 23 043)
- Silvio Francesco mit Fausto Campi & den Leonardos (Werner Müller & das RIAS-Tanzorchester) - He Mister Banjo (Polydor 50 043 / Polydor 23 043)
- Freddy (Freddy Quinn) & die Dominos mit Bert Kaempfert & seinem Orchester - Bel Sante (Polydor 50 298 / Polydor 23 298)
- Freddy (Freddy Quinn) & die Dominos mit Bert Kaempfert & seinem Orchester - Endlose Nächte (Polydor 50 298 / Polydor 23 298)
- Freddy (Freddy Quinn) & die Dominos mit Horst Wende & seinen Tanzsolisten - So geht das jede Nacht (Polydor 50 223 / Polydor 23 223)
- Will Glahé & sein Orchester mit den Geschwistern Hofmann & dem Golgowsky-Quartett - Seemann, wo ist deine Heimat (Decca F 46 070 / Decca D 18 070)
- Die Gloria-Sisters mit dem Orchester Max Greger - Dudel-Dudel-Dandy (lass das Banjo klingen) (Polydor 50 148 / Polydor 23 148)
- Gogi Grant with Buddy Bregman & his Orchestra - The Wayward Wind (London L 20 048 / London DL 20 048)
- Gerhard Gregor an der Strato-Orgel - Großstadt-Bummel (Polydor 50 198 / Polydor 23 198)
- Bill Haley & his Comets - A.B.C. Boogie (Brunswick 82 827 / Brunswick 12 031)
- Bill Haley & his Comets - See You Later, Alligator (From the Columbia Picture "Rock Around the Clock") (Brunswick 12 060)
- Willy Hagara mit Willy Berking & seinem Orchester - Der Schmied von Palermo (Philips P 44 834 H / Philips 344 834 PF)
- Alfred Hause & sein Orchester - Eisbär-Dixie (Philips 344 788 PF)
- Friedel Hensch & die Cyprys - Der Fremdenlegionär (Polydor 49 150 / Polydor 22 150)
- Friedel Hensch & die Cyprys, Arrangement: Horst Wende - Hatschi-Boogie (Polydor 50 307 / Polydor 23 307)
- Die Hilo-Hawaiians mit Harald Banter & seinem Hawaiian-Ensemble - Domingo Santo Domingo (Electrola EG 8182 / Electrola 7 MW 630)
- Peterli Hinnen (Peter Hinnen) mit dem Orchester Kurt Edelhagen - Rosmarie (die Post geht ab nach Texas) (Cowboy-Foxtrot aus dem Film "Musikparade 1956") (Polydor 50 302 / Polydor 23 302)
- De Hodlars - Operette im Rhythmus (Columbia SCMW 27-5332)
- Geschwister Hofmann mit Hugo Strasser & seinem Orchester - Mein stilles Heimattal (Telefunken A 11 790 / Telefunken U 45 790)
- Bibi Johns & das Hansen-Quartett mit Adalbert Luczkowski & seinem Orchester - Der Besenbinderball (Electrola EG 8544 / Electrola 17-8544)
- Bibi Johns & das Hansen-Quartett mit Adalbert Luczkowski & seinem Orchester - Wo, wo wo liegt Dixieland (Electrola EG 8544 / Electrola 17-8544)
- Lonny Kellner mit Horst Wende & seinen Tanz-Solisten - Das kleine Stück vom großen Glück (Polydor 50 184 / Polydor 23 184)
- Evi Kent mit Bob Parker (Bert Kaempfert) & seinem Orchester - Was kann schöner sein (Walzerlied aus dem Paramount-Film "Der Mann, der zuviel wusste") (Heliodor 78 0038 / Heliodor 45 0038)
- Franzl Lang vom "Platzi" in München mit der Kapelle Thomas Wendlinger - Jahreszeiten-Jodler (Philips 344 806 PF)
- Alice Lon with Lawrence Welk & his Champagne Music - Rock and Roll Waltz (Coral 93 072)
- Alice Lon with Lawrence Welk & his Champagne Music - The Wayward Wind (Coral 91 999)
- Bruce Low mit dem Orchester Edelhagen - Wenn die Sonne scheint in Texas (The Yellow Rose of Texas) (Polydor 50 117 / Polydor 23 117)
- Vera Lynn mit Roland Shaw & seinem Orchester - Thank You - danke schön (Decca F 46 172 / Decca D 18 172)
- Jimmy Makulis mit dem Orchester Max Greger - Kleine Cha-Cha-Senorita (Polydor 50 176 / Polydor 23 176)
- Jimmy Makulis mit Adalbert Luczkowski & seinem Orchester - Auf Cuba sind die Mädchen braun (Heliodor 78 0003 / Heliodor 45 0003)
- Bob Martin mit dem Orchester Erwin Halletz - Olé muchacheros (Polydor 50 333 / Polydor 23 333)
- Bob Martin mit dem Orchester Erwin Halletz - Und es weht der Wind (The Wayward Wind) (Polydor 50 333 / Polydor 23 333)
- Dean Martin with Dick Stabile & his Orchestra - Memories Are Made of This (Capitol 3295 / Capitol F-3295)
- Billy May & his Orchestra - Main Title (From Otto Preminger's "The Man with the Golden Arm") (Capitol 3372 / Capitol F-3372)
- Das Musikanten-Quartett mit Adalbert Luczkowski & seinem Orchester - Bella Sophia, addio, addio (Abends in Sorrent) (Heliodor 78 0034 / Heliodor 45 0034)
- Das Musikanten-Quartett mit Adalbert Luczkowski & seinem Orchester & Chor - So wird das sein (die Liebe, die Liebe...) (Polydor 50 159 / Polydor 23 159)
- Die Obermenzinger Blasmusik - Trompeten-Echo (Polydor 50 090 / Polydor 23 090)
- Stan Oliver (Kieth Engen) mit dem Orchester Max Greger - Das Geisterschiff vom Ohio (Polydor 50 106 / Polydor 23 106)
- Stan Oliver (Kieth Engen) mit dem Orchester Max Greger - Ein Haus in Havanna (Polydor 50 106 / Polydor 23 106)
- Sybille Pagel (Dany Mann) & die Penny-Pipers mit Adalbert Luczkowski & seinem Orchester - Tingel-Tangel-Tingel-Tambourin (Pendulum-Song) (Electrola EG 8539 / Electrola 7 MW 17-8539)
- Issy Pat (Gitta Lind) mit Béla Sanders & seinem Orchester & Chor - Jasmin aus Santa Monica (Telefunken A 11 782 / Telefunken U 45 782)
- Issy Pat (Gitta Lind) & die Serenaders mit Günter Fuhlisch & seinem großen Tanzorchester - Oh, Jack (Telefunken A 11 766 / Telefunken U 45 766)
- Paulchen am Klavier (Paul Kuhn) & seine Musik-Mixer - Auf meinem Konto steht das Konto zu weit links (Columbia SCMW 27-5516)
- Carl Perkins - Blue Suede Shoes (London L 20 037 / London DL 20 0237)
- Elvis Presley - Don't be Cruel (RCA Victor 20-6604 / RCA Victor 47-6604)
- Elvis Presley - Heartbreak Hotel (RCA Victor 20-6420 / RCA Victor 47-6420)
- Elvis Presley - Hound Dog (RCA Victor 20-6604 / RCA Victor 47-6604)
- Perez "Prez" Prado & his Orchestra, Trumpet Solo: Billy Regis - Cherry Pink and Apple Blossom White (Featured in Film "Under Water") (His Master's Voice B.10 833)
- Das Roland-Trio mit Bert Kaempfert & seinem Orchester - Tante Anna (Polydor 23 309)
- Ricardo Santos & sein Orchester (Werner Müller & das RIAS-Tanzorchester - Alt Lissabon (Lisbon antigua)) (Polydor 50 218 / Polydor 23 218)
- Wolfgang Sauer mit Adalbert Luczkowski & seinem Orchester - Ach, man braucht ja so wenig, um glücklich zu sein (Electrola EG 8554 / Electrola 7 MW 17-8554)
- Wolfgang Sauer & die Penny-Pipers mit Adalbert Luczkowski & seinem Orchester - Veni, vidi, vici (Electrola EG 8506 / Electrola 17-8506)W
- Illo Schieder & Begleitgesang mit Max Greger & seinen Solisten - Sieben einsame Tage (Polydor 49 366 / Polydor 22 366)
- Rolf Simson mit Willi Stanke & seinem großen Tanz-Orchester - Dunkle Augen, rote Lippen (Decca F 46 273 / / Decca D 18 273)
- Die singenden Seesterne mit Adalbert Luczkowski & seinem Orchester - Was haben die Matrosen in Singapur gemacht (Philips P 44 709 H / / Philips 384 149 PF)
- Hugo Strasser & sein Orchester - Tanzende Trompeten (Dancing Trumpets) (Telefinken U 45 879)
- Das Sunshine-Quartett mit Adalbert Luczkowski & seinem Orchester - Vier junge Damen (Polydor 50 127 / Polydor 23 127)
- Mieke Telkamp mit Alfred Hause & seinem Orchester - Du bist mein erster Gedanke (Yours) (Philips 44 754 H / Philips 344 754 PF)
- Vico Torriani & Quartett mit Béla Sanders & seinem Orchester - In einer kleinen Konditorei (Decca F 46 194 / Decca D 18 194)
- Caterina Valente - Casanova (ein Mädchen und kein Mann) (Polydor 50 013 / Polydor 23 013)
- Caterina Valente mit dem Orchester Kurt Edelhagen - Macky Messer (Polydor 50 200 / Polydor 23 200)
- Caterina Valente mit dem Monaco Ball-Orchester (Orchester Kurt Edelhagen) - Chanson d'amour (Lied und langsamer Walzer aus dem Europa-Film "Ball im Savoy") (Polydor 49 485 / Polydor 22 485)
- Caterina Valente & Silvio Francesco mit dem Orchester Kurt Edelhagen - Es geht besser, besser, besser (Foxtrot aus dem Greven-Prisma-Film "Bonjour, Kathrin") (Polydor 50 116 / Polydor 23 116)
- Caterina Valente, Silvio Francesco & Peter Alexander mit Adalbert Luczkowski & seinem Orchester - Komm ein bisschen mit nach Italien (aus dem Greven-Prisma-Film "Bonjour, Kathrin") (Polydor 50 116 / Polydor 23 116)
- Frankie Vaughan with Wally Stott & his Orchestra & Chorus - Tweedle-Dee (Philips 300 703 PF)
- Goldy & Peter de Vries mit den Kihula-Hawaiians - Lula - Leila (Telefunken A 11 818 / Telefunken U 45 818)
- Gerhard Wendland mit dem Orchester Max Greger - Bleib so, wie du bist (Polydor 50 081 / Polydor 23 081)
- Gerhard Wendland mit dem Orchester Erwin Halletz - Tango Roulette (Polydor 50 205 / Polydor 23 205)
- Gerhard Wendland Heinz Hagen & seinem Orchester - Vagabundenlied (ein kleines Lied auf allen Wegen) (Polydor 49 024 / Polydor 22 036)
- Gerhard Wendland Adalbert Luczkowski & seinem Orchester, Arrangement: Werner Scharfenberger - Ich komm' zurück, ich komme wieder (Polydor 50 262 / Polydor 23 262)
- Gerhard Wendland mit dem Monaco Ball-Orchester (Orchester Kurt Edelhagen) - Rififi (du lässt es nie) (Polydor 50 105 / Polydor 23 105)